# Biblioteca Augusta
La Biblioteca Augusta es una biblioteca pública dependiente del ayuntamiento de la ciudad de Perugia, situada en el Palazzo Conestabile della Staffa, en via delle Prome, en la zona de Arco dei Gigli (Porta Sole).
Se creó en 1582 a partir de las donaciones que el humanista perusino Prospero Podiani hizo al ayuntamiento de la ciudad provenientes de su propia colección, que alcanzaba más de 10.000 volúmenes. Su nombre hace referencia a la ciudad Etruria de Augusta Perusia, y a la relación que en el siglo XVIII existía entre la biblioteca y la Academia Augusta.
En 1623 se abrió al público, por lo que se la considera una de las primeras bibliotecas públicas europeas.
Los fondos de la biblioteca (según datos de 2012) son de, cerca de 385.319 documentos, 3.408 manuscritos, 1.330 incunables, y 3.771 periódicos.
Los fondos históricos contienen 16.500 ediciones del siglo XVI d. C. y 55.000 ediciones que van del 1600 al 1830.
Su catálogo registra más de 520.000 fichas.
Se trata de la biblioteca más importante del sistema municipal de bibliotecas de la ciudad de Perugia.

## Historia

### Origen de la Biblioteca Augusta: laBibliotecaPodiani
La creación de la Biblioteca Augusta posee una característica particular con respecto a la mayor parte de las bibliotecas italianas: es una biblioteca ideada y destinada al uso público por una iniciativa privada cuya administración recae en el ayuntamiento de la ciudad.
El Ayuntamiento de Perugia, no solo sufraga y dirige la institución, sino que mantiene la misma filosofía que inspiró su creación, favoreciendo su desarrollo, defendiendo su carácter laico y público, la autonomía de su financiación y la existencia de un bibliotecario oficialmente al cargo y retribuido.
La primera sede de la biblioteca fue un edificio colindante con el Palazzo dei Priori adquirido por la familia Boncambi. El primer bibliotecario fue el mismo Prospero Podiani.
Después de él, se designó en el puesto, con el encargo de reordenar y reelaborar el inventario de la colección, al presbítero Fulvio Mariottelli, autor del Ragguaglio intorno alla libraria Podiani (Informe acerca de la biblioteca Podiani), editado en Perugia en 1618 y considerado por el bibliógrafo Alfredo Serrai como el primer tratado teórico sobre la biblioteca pública.

### La Biblioteca en el Palazzo Meniconi

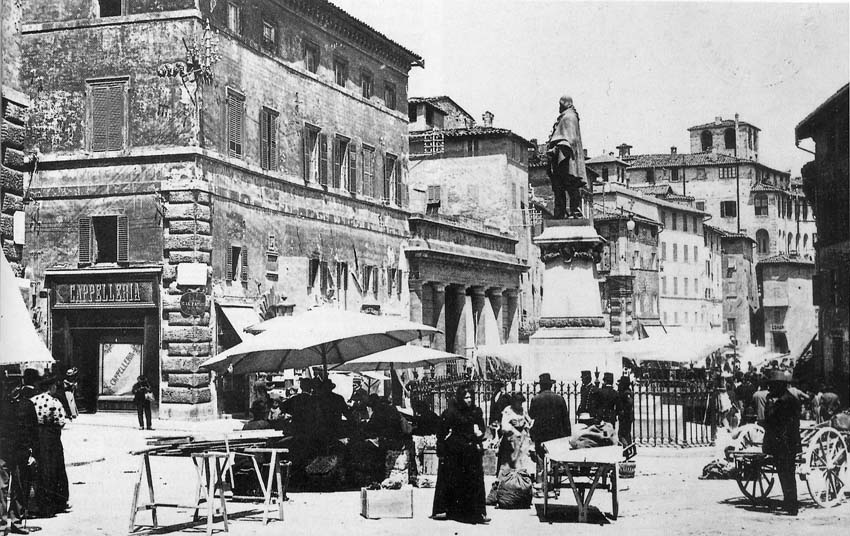
Antigua sede de la Biblioteca Augusta en el palazzo Meniconi en la plaza del Sopramuro, actual plaza Matteotti (Archivio Biblioteca Augusta, foto G. Giugliarelli)

En 1623 la biblioteca cambió su sede por una nueva en el palazzo Meniconi, derribado en la primera década del siglo XX, que se encontraba en la plaza del Sopramuro frente a la vieja sede de la Universidad, en el lugar que ocupa actualmente el palazzo delle Poste,  en la que estaría algo más de dos siglos y medio.
En esta sede, la biblioteca comenzó a realizar con regularidad el servicio al público, designándose el año 1623 como el inicio oficial de la actividad pública de la institución, como recuerda una inscripción conservada en la sede actual.
A finales del siglo XVII, siendo bibliotecario Giulio Cesare Barigiani, se le encargaron al pintor Giuseppe Scacioppa la realización de 60 retratos de perusinos ilustres, destinados a ornamentar la biblioteca.
En 1774, tras la supresión de la Compañía de Jesús, el papa Clemente XIV cedió al municipio la biblioteca del colegio de los Jesuitas de Perugia. La colección, de gran valor, pasó a formar parte enteramente de la Biblioteca Augusta, que se encontró con el problema de la falta de espacio donde alojar los volúmenes. Dado que algunos ejemplares estaban duplicados o en mal estado, se pusieron a la venta y lo recaudado sirvió para la adquisición de nuevos libros y para otras necesidades de la institución.
En 1787 Luigi Canali, Felice Santi y Francesco Cerboni, elaboraron el catálogo alfabético por materias de la Biblioteca, instrumento indispensable para buscar en sus fondos.
Durante este periodo ejercieron como bibliotecarios Giovanni Angelo Cocchi, Luigi Canali y Adamo Rossi, que en 1867 adquirió los manuscritos de Annibale Mariotti, creándose el Fondo Mariotti, en la actualidad todavía indispensable para el estudio de la historia local.

### La biblioteca en el Palazzo dei Priori

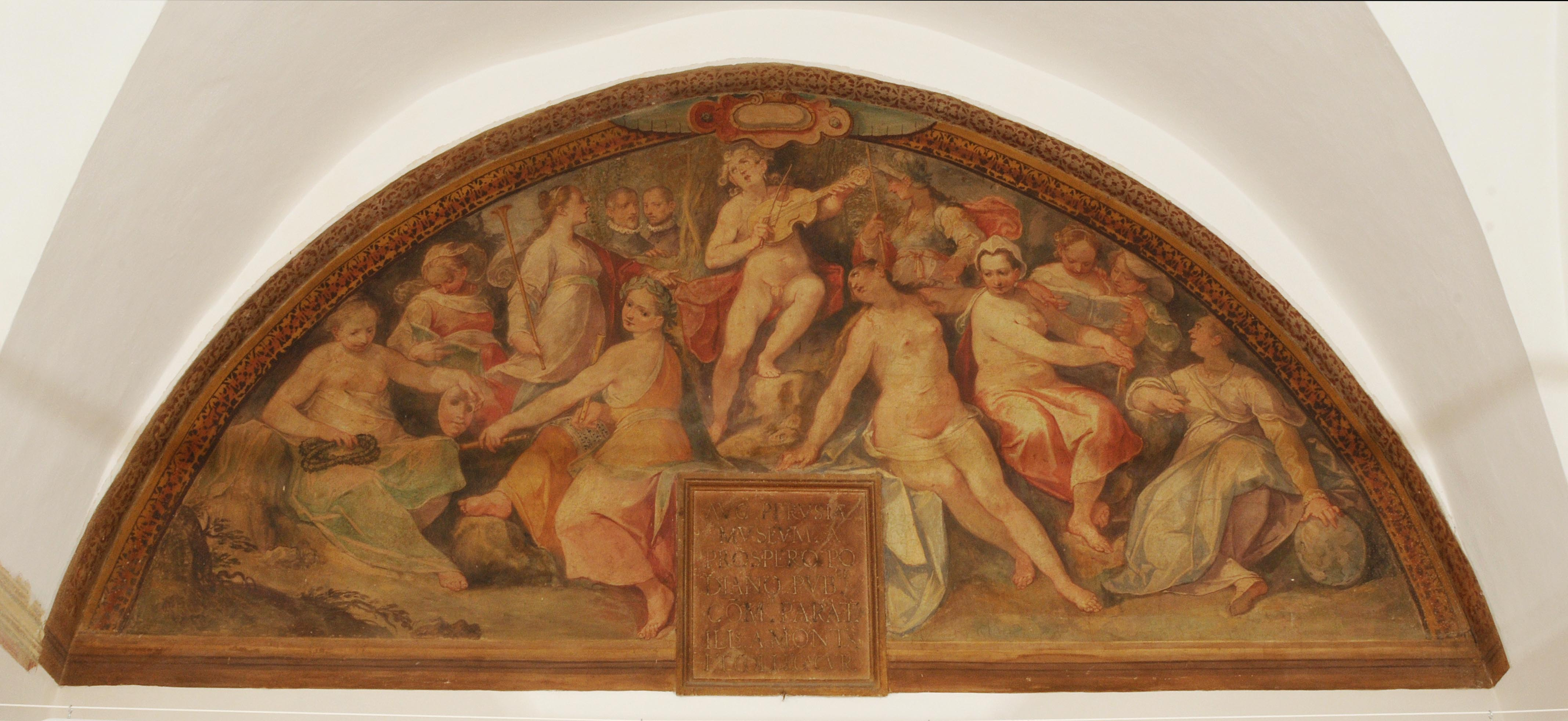
Sala de la 'Biblioteca' en el Palazzo dei Priori: Fresco con la imagen mitológica de Apolo y las Musas.

A partir de la segunda mitad del siglo XIX se fue planteando la necesidad de una nueva sede para la biblioteca, cuestión que se intensificó después de la Unificación italiana por la gran cantidad de libros y documentos que se incorporaron procedentes de las comunidades religiosas suprimidas. Con estos volúmenes la Biblioteca Augusta aumentó su patrimonio bibliográfico con libros de carácter fundamentalmente religioso de gran valor y calidad.
Entre 1881 y 1893 se decidió el traslado de la institución al Palazzo dei Priori, y el salón Podiani, que actualmente forma parte de la Galería Nacional de Umbría se dedicó a sala de lectura, con imponentes estanterías que contenían miles de volúmenes.
Durante la mudanza, en 1885, siendo bibliotecario Adamo Rossi, desapareció uno de los más importantes códices en miniatura de la colección, el De Officiis de Cicerón del siglo XV, lo que supuso su destitución. 
De 1890 a 1892 el bibliotecario Alessandro Bellucci catalogó los manuscritos de la Biblioteca Augusta para el Inventario de los manuscritos de las bibliotecas de Italia a cargo de Giuseppe Mazzatinti.
En 1894, el bibliotecario Vincenzo Ansidei adquirió la importante colección de libros de Ariodante Fabretti.
Entre finales del siglo XVIII y la primera mitad del siglo XIX, la llegada de importantes y variados fondos, aumentaron de 24.000 volúmenes a más de 100.000 lo custodiado en la Biblioteca, enriqueciendo la colección de la Augusta con libros modernos de carácter laico, con gran nivel cultural y científico.
Desde Adamo Rossi en adelante, después del robo del códice, la Biblioteca se dotó de los instrumentos de biblioteconomía más adelantados, pasando de los primitivos inventarios-índice de los volúmenes, a las bases de datos en fichas, permitiéndose por vez primera el préstamo externo de libros. 
Desde 1895, con la creación de la Deputazione di storia patria per l'Umbria, la Biblioteca ha contribuido activamente al estudio de la historia local y de actividades culturales vinculadas a la misma. 
Durante cerca de ochenta años la Biblioteca permaneció en el Palazzo dei Priori, pero por causa de problemas estructurales en 1950, hubo que trasladar los fondos que se encontraban en el ala oeste a un depósito externo en la cercana iglesia perusina de San Bevignate.

### La biblioteca en el Palazzo Conestabile della Staffa

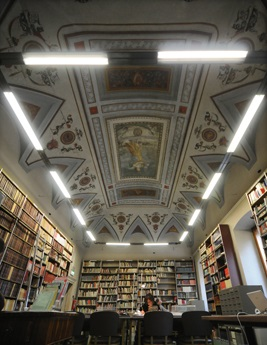
Sala Conestabile de la Biblioteca Augusta

El edificio del Palazzo Conestabile della Staffa, actual sede de la biblioteca, se construyó entre 1628-1629 y tuvo varios propietarios. Durante el periodo de la Unificación italiana alojó a la condesa Maria Alessandrina Bonaparte, convirtiéndose en un prestigioso ateneo literario y científico.
Más adelante, lo adquirió el Ayuntamiento de Perugia, que lo reformó y rehabilitó para su nueva función, según el proyecto de los arquitectos Daniele Calabi y Mario Dalla Costa.
En la parte posterior del edificio histórico se construyó una torre de siete plantas destinada a servir de almacén de libros para, al menos, treinta años, según las exigencias expuestas por la Biblioteca.
En homenaje al más prestigioso de los antiguos propietarios, la mayor sala de consulta de la biblioteca se dedica a Giancarlo Conestabile della Staffa.
Desde 1939 la Biblioteca Augusta desarrolla la función de depósito legal de las obras publicadas en la provincia de Perugia.
Por la importancia de su colección es la principal biblioteca de la región y sus fondos antiguos son una referencia de búsqueda a nivel internacional. Además, cuenta con las tecnologías más avanzadas adaptadas a la biblioteconomía actual, con sistema de fichas en formato internacional y catálogos en línea, así como reproducciones digitalizadas de prensa escrita histórica, manuscritos y publicaciones de interés general e insustituibles de la historia local.